# Bill Blydenstein
Willem Benjamin "Bill" Blydenstein (Hengelo (Overijssel), 3 maart 1929 – Buntingford, 11 september 2007) was een in Nederland geboren Britse autocoureur, race-tuner en auto-ingenieur. Hij stond bekend om zijn werk met Vauxhalls waarmee hij met zijn team Dealer Team Vauxhall veel overwinningen haalde.

## Biografie

### Carrière

#### Als coureur
Blydenstein startte zijn race carrière in 1958 met een driejarige relatie met een onwaarschijnlijke raceauto in de vorm van een zelfgeprepareerde Borgward Isabella TS. In 1959 deed Blydenstein mee aan het British Saloon Car Championship van 1959 waarin hij in zijn klasse (B) een race op Brands Hatch won, en uiteindelijk als zesde eindigde in het eindklassement. Het jaar daarna deed hij opnieuw mee aan het kampioenschap, maar verreed dat seizoen maar 2 races op Snetterton en Brands Hatch. In 1961 deed hij wel weer met alle races, behalve Silverstone, en behaalde hij nog 2 overwinningen in zijn klasse op Goodwood en Crystal Palace, en werd in het eindklassement vierde. Hij deed ook nog mee aan seizoen 1962 en 1963, maar verreed niet veel van de races.
In 1959 deed Blydenstein mee aan 2 onafhankelijk races van de British Automobile Racing Club (BARC). Hij verreed op 25 maart op Goodwood waarin hij 2de werd, en op 8 augustus een race op Oulton Park waarin hij de race niet is gestart. Hij deed dit allemaal in zijn Borgward Isabella. Op 26 september participeerde hij aan een race op Oulton Park, georganiseerd door de Mid Cheshire Motor Club, waarin hij 11de werd. Hij plande om mee te doen aan de Fordwater Trophy Goodwood op 18 maart 1960, maar kwam uiteindelijk niet opdagen. Op 6 april 1963 deed hij nog een keer mee aan een race op Oulton Park van BARC, maar startte de race niet.
Op 12 mei 1963 deed Blydenstein mee aan de 500 km van Spa in zijn Morgan Plus 4 waarin hij het einde van de race niet haalde. Op 19 mei deed hij mee aan de 1000 km van Nürburgring, opnieuw in een Morgan Plus 4, waarin hij ook in deze race het einde niet haalde. In 1963 begon hij in het kampioenschap European Touring Car Challenge (ETCC). De volgde races waaraan Blydenstein heeft deelgenomen zijn onderdeel van de ETCC. Op 16 juni deed hij mee aan de 6 uur van Nürburgring in een Vauxhall VX 4/90. Op 23 juni deed hij mee aan de Mont Ventoux Hill Climb in een Vauxhall VX 4/90 waarmee hij zestiende werd. In dezelfde auto behaalde hij een negentiende plek in de 6 uur van Brands Hatch op 6 juli. Op 24 oktober deed hij mee aan de Tourist Trophy 1963 weer in een Morgan Plus 4 waarin hij de finish niet haalde. Hij deed vervolgens mee aan races in zijn Vauxhall op Circuit Zolder, waar hij als tiende eindigde, en op Circuit Zandvoort. Op 15 september deed hij mee aan de Hill Climb Timmelsjoch in zijn Vauxhall. Op 22 september nam hij deel aan de laatste race van het ETCC-seizoen, de 4 uur van Budapest in zijn Vauxhall waar hij achtste eindigde. Later deed hij nog mee, niet onderdeel van de ETCC, aan de 24 uur van Spa in zijn Opel Kadett waarin hij de finish niet haalde.

#### Als ingenieur
De in Nederland geboren ingenieur begon zijn racecarrière in 1958, maar begon na een paar jaar met het werken als ingenieur aan auto's, vooral werkend aan Vauxhalls. In 1963 begon hij zijn lange relatie met Vauxhalls door samen met Chris Lawrence te werken aan de FB VX4/90s (de Vauxhall Victor). In 1966 zag hij een artikel over de nieuwe Vauxhall Viva, en schreef hij aan Vauxhall, met als resultaat, in 1967, een Shaw en Kilburn Special Viva, die hij ontwikkelde, bouwde en racete naar een overwinning in zijn debuutklasse in Snetterton.
Hierna begon Blydenstein zich meer te concentreren op de voorbereiding van auto's, en bracht hij Gerry Marshall in om te rijden in zijn auto. Na de lancering van een 2-liter slant-four-motor in de HB Viva GT uit 1968, hadden Bill en Gerry enorm veel succes, en als gevolg daarvan werd in 1971 Dealer Team Vauxhall (DTV) opgericht. In zijn Vauxhall genaamd 'Old Nail', behaalde de auto, met een vermogen dat nu is gestegen van de 95 pk van Bill's eerste HB naar 230 pk, kampioenschapsoverwinningen en 63 raceoverwinningen.
Het was onder het management van Blydenstein dat DTV twee van de meest opwindende 'big banger'-raceauto's aller tijden produceerde: 'Big' en 'Baby Bertha'. De V8 Big Bertha bleef maar iets langer dan de Ventora FE V-8 waarop hij was gebaseerd, en de auto van 500 pk kwam bij zijn vierde optreden ten einde. De V8 werd in een veel lichtere, op Firenza gebaseerde creatie, Baby Bertha. Daarin werd Gerry slechts één keer verslagen en won hij de Super Saloon-titels in 1975 en 1976.
In 1975 nam DTV de rally-inspanningen van Vauxhall op zich. De HS Chevette en de latere HSR-evolutie behaalden in 1979 talloze rallyoverwinningen en het British Open Rally Championship-kampioenschap voor Pentti Airikkala. Toen de DTV-activiteiten uiteindelijk werden gesloten, bleef Blydenstein werken aan Vauxhalls en in het bijzonder aan het stromen van cilinderkopgas. Zijn werkplaats in Buntingford stond bekend als de plek om de prestaties van Opels een boost te geven.
Hij overleed op 11 september 2007 in Buntingford op 78-jarige leeftijd.

## Carrière-overzicht

### British Saloon Car Championship-resultaten
| Jaar | Team                 | Auto                 | Klasse      | 1     | 2       | 3     | 4       | 5     | 6       | 7     | 8     | 9     | 10  | 11    | DC | Pts | Klasse |
| ---- | -------------------- | -------------------- | ----------- | ----- | ------- | ----- | ------- | ----- | ------- | ----- | ----- | ----- | --- | ----- | -- | --- | ------ |
| 1959 | -                    | Borgward Isabella TS | B           | GOO   | AIN     | SIL   | GOO 2   | SNE 2 | BRH 2   | BRH 1 |       |       |     |       | 6  | 33  | 2      |
| 1960 | -                    | Borgward Isabella TS | Over 1000cc | BRH   | SNE 2   | MAL   | OUL     | SNE   | BRH     | BRH   | BRH 2 |       |     |       | NC | -   | NC     |
| 1961 | -                    | Borgward Isabella TS | B           | SNE 2 | GOO 1   | AIN 2 | SIL     | CRY 1 | SIL DNF | BRH 3 | OUL 5 | SNE 3 |     |       | 4  | 42  | 2      |
| 1962 | Cooper Car Company   | Morris Mini Cooper   | A           | SNE   | GOO DNF | AIN   | SIL DNF | CRY   | AIN DNF | BRH 2 | OUL 2 |       |     |       | NC | 12  | NC     |
| 1963 | Lawrencetune Engines | Vauxhall VX 4/90     | B           | SNE   | OUL     | GOO 6 | AIN     | SIL   | CRY     | SIL   | BRH 4 | BRH   | OUL | SNE 5 | NC | 2   | NC     |